# Río Roseau (Dominica)
Río Roseau es un río en el país caribeño oriental de Dominica. Se eleva hacia el sur del centro de la isla, fluyendo al suroeste para llegar al Mar Caribe en la costa suroccidental del país. El río corre a través de la capital del país, la ciudad del mismo nombre (Roseau). No debe confundirse con un río del mismo nombre en la cercana isla de Santa Lucía.